# Boire (album de Miossec)
Pour les articles homonymes, voir Boire (homonymie).
Albums de Miossec
Baiser
(1997)
Boire est le premier album de Christophe Miossec paru le 10 avril 1995 sur le label belge PIAS. Certifié disque d'or, il s'est vendu à environ 150 000 exemplaires.
En 2020, vingt-cinq ans après sa première parution, Miossec ressort son premier album édité par son nouveau label Sony Music et l'interprète en intégralité en concert.

## Historique
Boire est l'album qui révèle Christophe Miossec au grand public, avec un nouveau style de musique rock acoustique et de chanson française. Il est précurseur de la nouvelle scène française avec ses contemporains tels que Dominique A. Les textes, rugueux, qui ont parfois du mal à entrer dans la métrique ou dans la rime, décrivent la vie de couple d'un trentenaire, ses amours, ses dérives, ses failles.
La Fille à qui je pense est la reprise d'un titre de Johnny Hallyday, extrait de l'album de 1966 La Génération perdue.

## Liste des titres de l'album
| No  | Titre                                           | Auteur                                         | Durée      |
| --- | ----------------------------------------------- | ---------------------------------------------- | ---------- |
| 1.  | Non non non non (je ne suis plus saoul)         |                                                | 2 min 25 s |
| 2.  | Regarde un peu la France                        |                                                | 2 min 41 s |
| 3.  | Le Cul par terre                                |                                                | 2 min 53 s |
| 4.  | Merci pour la joie                              |                                                | 3 min 37 s |
| 5.  | Crachons veux-tu bien                           |                                                | 3 min 17 s |
| 6.  | Évoluer en 3e division                          |                                                | 2 min 55 s |
| 7.  | La Vieille                                      |                                                | 3 min 35 s |
| 8.  | Recouvrance                                     |                                                | 3 min 13 s |
| 9.  | Des moments de plaisir                          |                                                | 3 min 23 s |
| 10. | La Fille à qui je pense                         | Johnny Hallyday, Jacques Revaux - Ralph Bernet | 2 min 51 s |
| 11. | Gilles                                          |                                                | 2 min 44 s |
| 12. | Combien t'es beau, combien t'es belle           |                                                | 2 min 54 s |
| 13. | Que devient ton poing quand tu tends les doigts |                                                | 2 min 23 s |

## Musiciens ayant participé
- Guillaume Jouan, guitares, basse, percussions, trompette
- Bruno Leroux, guitare acoustique, harmonica

## Réception
L'album est inclus dans l'ouvrage Philippe Manœuvre présente : Rock français, de Johnny à BB Brunes, 123 albums essentiels.